# Danny Finneran
Danny Finneran (* 13. Mai 1990) ist ein US-amerikanischer Bahn- und Straßenradrennfahrer.
Danny Finneran wurde 2008 zusammen mit Alfredo Cruz, Danny Heeley und Iggy Silva US-amerikanischer Bahnradmeister in der Mannschaftsverfolgung der Juniorenklasse. In der Einerverfolgung belegte er den dritten Platz. Auf der Straße wurde er Dritter bei der Kriteriumsmeisterschaft der Junioren. Seit 2010 fährt Finneran für das US-amerikanische Continental Team Adageo Energy.

## Erfolge – Bahn
2008
- US-amerikanischer Meister – Mannschaftsverfolgung (Junioren) mit Alfredo Cruz, Danny Heeley und Iggy Silva

## Teams
- 2010 Adageo Energy